# Scalmicauda antiphus
Scalmicauda antiphus är en fjärilsart som beskrevs av Sergius G. Kiriakoff 1968. Scalmicauda antiphus ingår i släktet Scalmicauda och familjen tandspinnare. Inga underarter finns listade.